# 玄阙州
玄阙州，唐朝北方的羁縻州。
贞观二十一年（647年）九月初三丙戌（10月6日），以铁勒骨利干部设置，约在今俄罗斯安加拉河至贝加尔湖以南，属燕然都护府（安北都护府）。龙朔年间（661年—663年），更名余吾州。据记载，其地夏天几乎没有日落。是唐朝势力范围最北部地区。